# متساويات الأقدام
متساويات الأقدام هي رتبة من القشريات، وأكثر القشريات تنوعا في شكل الجسم. صغيرة الحجم، حيث يتراوح حجمها ما بين 300 ميكرون إلى 50 سم. جسمها مضغوط من الظهر والبطن، و ينقسم جسمها إلى ثلاث مناطق: منطقة الرأس، ومنطقة الصدر، ومنطقة البطن. تحمل في منطقة الرأس زوجين من قرون الاستشعار، و زوج من العيون المركبة، وفم مكون من أربع أجزاء. والزوج الأول من قرون الاستشعار له وظيفة كيميائية حسية، أما الزوج الثاني عبارة عن تراكيب لمسية. و في منطقة الصدر تحمل سبعة أزواج من الأرجل لها نفس الحجم والشكل (( لذلك سميت بمتماثلات الأرجل )) . أما المنطقة البطنية فإنها تنقسم إلى منطقتين هما البطن التي تحمل الأرجل السابحة التي تساعدها على السباحة والتنفس، و منطقة الذيل التي تحمل الذنب والأرجل الذيلية.